# 会津地震
会津地震（あいづじしん）は、江戸時代初期1611年に福島県の会津地方を襲った直下型地震をいう。

## 概要
俗に「慶長会津地震」または「会津慶長地震」といい、1611年9月27日（旧暦の慶長16年8月21日）午前9時ころ会津盆地西縁断層帯付近を震源として発生したものである。一説によれば震源は大沼郡三島町滝谷付近ともいわれるが、地震の規模マグニチュードは6.9程度と推定されており、震源が浅かったため局地的には震度6強から7に相当する激しい揺れがあったとされる。
なお、この地域で1433年（永享5年）に、マグニチュード 6.7程度の地震が発生したとする「塔寺八幡宮略記長帳」による伝承は、石橋(1983)により否定されている。

## 被害
記録によれば、家屋の被害は会津一円に及び倒壊家屋は2万戸余り、死者は3,700人に上る。鶴ヶ城の石垣が軒並み崩れ落ち7層の天守閣が傾いたほか、会津坂下町塔寺の恵隆寺（えりゅうじ・立木観音堂）や柳津町の円蔵寺、喜多方市慶徳町の新宮熊野神社、西会津町の如法寺にも大きな被害が出たという。
また各地で地すべりや山崩れに見まわれ、喜多方市北部の濁川上流で土砂崩れにより大平沼が誕生した。柳津町と西会津町境にある飯谷山でも山頂西側が大規模に崩壊、旧大杉山村本村をのみこみ98名ほどの犠牲者がでたといい、その地滑り地に誕生した白沼(小杉山沼)が今も水を湛えている。
また喜多方市慶徳町山科付近では、地震断層にくわえ大規模な土砂災害が発生して阿賀川（当時の会津川）が堰き止められたため、東西約4-5km、南北約2-4km、面積10-16km2におよぶ山崎新湖が誕生し、最多で23もの集落が浸水した。蒲生秀行は、岡半兵衛、町野左近らに命じて、河道バイパスを設置する復旧工事（現在は治水工事により三日月湖化している部分に排水）により3日目あたりから徐々に水が引き始めた。しかしその後の大水害もあり山崎湖が完全に消滅するには34年（一説では55年）の歳月を要し、そのため移転を余儀なくされた集落も数多い。
さらに旧越後街道の一部がこの山崎湖に水没し、かつ勝負沢峠付近も土砂崩れにより不通となって、同街道は、会津坂下町-鐘撞堂峠経由に変更されたため、同町はその後繁栄することになり、鶴ヶ城はやがて加藤明成の時代に5層の天守閣に改められることになった。なおその後、会津地方には盆地付近を震源とする大きな地震は起きていない。

## 附記
この慶長会津地震が会津全体を揺るがす大きな出来事であったため、この地震により猪苗代湖が誕生したという記事もしばしば見受けられるが、猪苗代湖は20万年-5万年前にかけての火山活動や地殻変動により長い時間かけて誕生したものである。
したがって古文書に、「地震により湖出現（山崎湖）」とある部分を誤解したものと思われる。1888年の磐梯山噴火も猪苗代湖や山崎湖誕生に何ら関係はない。